# Grislea
- Commons
- Wikispecies

Grislea L. é um género botânico pertencente à família Lythraceae.

## Espécies
- Grislea multiflora
- Grislea punctata
- Grislea tomentosa
- Grislea uniflora
- Lista completa

## Classificação do gênero
| Sistema | Classificação                     | Referência               |
| ------- | --------------------------------- | ------------------------ |
| Linné   | Classe Octandria, ordem Monogynia | Species plantarum (1753) |